# Аквамен (саундтрек)
Аквамен: оригинальный саундтрек к фильму (англ. Aquaman: Original Motion Picture Soundtrack) — является музыкой к фильму «Аквамен» Руперта Грегсона-Уильямса. WaterTower Music выпустили альбом саундтреков 14 декабря 2018 года. Делюкс-издание, содержащее 11 бонус-треков, было выпущено 19 июля 2019 года.
В альбом вошла оригинальная песня американской музыкантки Скайлар Грей под названием «Everything I Need», написанная Греем и Эллиотом Тейлором, песня включена в саундтрек и была выпущена в один день с альбомом партитуры.
Музыка получила в целом положительные отзывы, которые хвалили её тематические элементы и использование синтезатора, положительно сравнивая её с оценкой Марка Мазерсбо для Тора: Рагнарёк.

## Происхождение
7 марта 2018 года Руперт Грегсон-Уилльямс был объявлен композитором Аквамена. Грегсон-Уильямс ранее написал музыку к «Чудо-женщине», четвёртому фильму Расширенной вселенной DC. В интервью The Hollywood Reporter Грегсон-Уильямс заявил, что «Аквамен» был его самым амбициозным фильмом на сегодняшний день. Первые разговоры с режиссёром Джеймсом Ваном побудили Грегсона-Уильямса начать писать музыку ещё до того, как его наняли. В основе партитуры лежит тема родителей Артура, королевы Атланны и Томаса Карри, которая послужила краеугольным камнем их любовной истории в фильме. Оттуда он наметил различные темы персонажей для Черной Манты, в котором используется смесь синтезаторов и битов, и главного злодея фильма, Повелителя Океана, который Грегсон-Уильямс описывает как «немелодичную тему, но вы должны беспокоиться об этом парне».
Партитура была записана на музыкальной сцене Иствуда, расположенной в студии Warner Bros., в Бербанке, с симфоническим оркестром Голливудской студии с Аластером Кингом и Ником Гленни-Смитом в качестве дирижёров. Эндрю Кавчински, Эван Джолли, Форест Кристенсон, Том Кларк и Стив Маццаро предоставили дополнительную музыку. Хоровая часть была записана на студии Air Lyndhurst Studios с хоровым ансамблем London Voices.

## Трек лист

### Стандартная версия
Вся музыка написана Рупертом Грегсон-Уилльямсом, кроме отмеченных треков.
| №                   | Название                              | Артист(ы)           | Длительность |
| ------------------- | ------------------------------------- | ------------------- | ------------ |
| 1.                  | «Everything I Need» (Film version)    | Скайлар Грей        | 3:16         |
| 2.                  | «Arthur»                              |                     | 4:40         |
| 3.                  | «Kingdom of Atlantis»                 |                     | 3:26         |
| 4.                  | «It Wasn’t Meant to Be»               |                     | 3:22         |
| 5.                  | «Atlantean Soldiers»                  |                     | 3:35         |
| 6.                  | «What Does That Even Mean?»           |                     | 3:23         |
| 7.                  | «The Legend of Atlan»                 |                     | 1:57         |
| 8.                  | «Swimming Lessons»                    |                     | 3:03         |
| 9.                  | «The Black Manta»                     |                     | 2:49         |
| 10.                 | «What Could Be Greater Than a King?»  |                     | 5:23         |
| 11.                 | «Permission to Come Aboard»           |                     | 2:16         |
| 12.                 | «Suited and Booted»                   |                     | 4:25         |
| 13.                 | «Between Land and Sea»                |                     | 2:55         |
| 14.                 | «He Commands the Sea»                 |                     | 3:34         |
| 15.                 | «Map In a Bottle»                     |                     | 2:15         |
| 16.                 | «The Ring of Fire»                    |                     | 4:57         |
| 17.                 | «Reunited»                            |                     | 1:31         |
| 18.                 | «Everything I Need»                   | Скайлар Грей        | 3:20         |
| 19.                 | «Ocean to Ocean»                      | Pitbull feat. Rhea  | 2:25         |
| 20.                 | «Trench Engaged» (из Царства Впадины) | Джозеф Бишара       | 2:29         |
| Общая длительность: | Общая длительность:                   | Общая длительность: | 65:02        |

### Расширенная версия
| №                   | Название                                         | Артист(ы)           | Длительность |
| ------------------- | ------------------------------------------------ | ------------------- | ------------ |
| 1.                  | «Mera Montage»                                   |                     | 2:05         |
| 2.                  | «Home Invasion»                                  |                     | 2:49         |
| 3.                  | «Saving Pops»                                    |                     | 3:04         |
| 4.                  | «Ahab Waves»                                     |                     | 1:30         |
| 5.                  | «Ask the Sea»                                    |                     | 2:00         |
| 6.                  | «Obligation»                                     |                     | 1:25         |
| 7.                  | «Dunes»                                          |                     | 2:05         |
| 8.                  | «Suited & Booted»                                | Our Empire          | 3:57         |
| 9.                  | «The Black Manta» (feat. Джим Дэйвис)            | Future Funk Squad   | 5:11         |
| 10.                 | «Alantean Soldiers» (March in Formation Remix)   | Глен Николльс       | 5:00         |
| 11.                 | «Kingdom of Atlantis» (Escape to Atlantis Remix) | Глен Николльс       | 6:37         |
| Общая длительность: | Общая длительность:                              | Общая длительность: | 35:43        |

## Чарты
| Чарты (2019)          | Высшая позиция |
| --------------------- | -------------- |
| Франция (SNEP)        | 96             |
| Новая Зеландия (RMNZ) | 28             |